# Monobromgerman
Monobromgerman ist eine chemische Verbindung aus der Gruppe der Germane.

## Gewinnung und Darstellung
Monobromgerman kann durch Reaktion von Monogerman mit Brom oder Silberbromid gewonnen werden.
{\displaystyle {\ce {GeH4 + Br2 -> GeH3Br + HBr}}}
{\displaystyle {\ce {2GeH4 + 2AgBr -> 2GeH3Br + 2Ag + H2}}}
Ebenfalls möglich ist die Darstellung durch Reaktion von Monogerman mit Bortribromid.
{\displaystyle {\ce {6GeH4 + 2BBr3 ->6GeH3Br + B2H6}}}

## Eigenschaften
Monobromgerman ist eine farblose hydrolyseempfindliche Flüssigkeit, die bei Raumtemperatur langsam disproportioniert und bei −78 °C aufbewahrt werden kann.